# صفحه نمایش رتینا

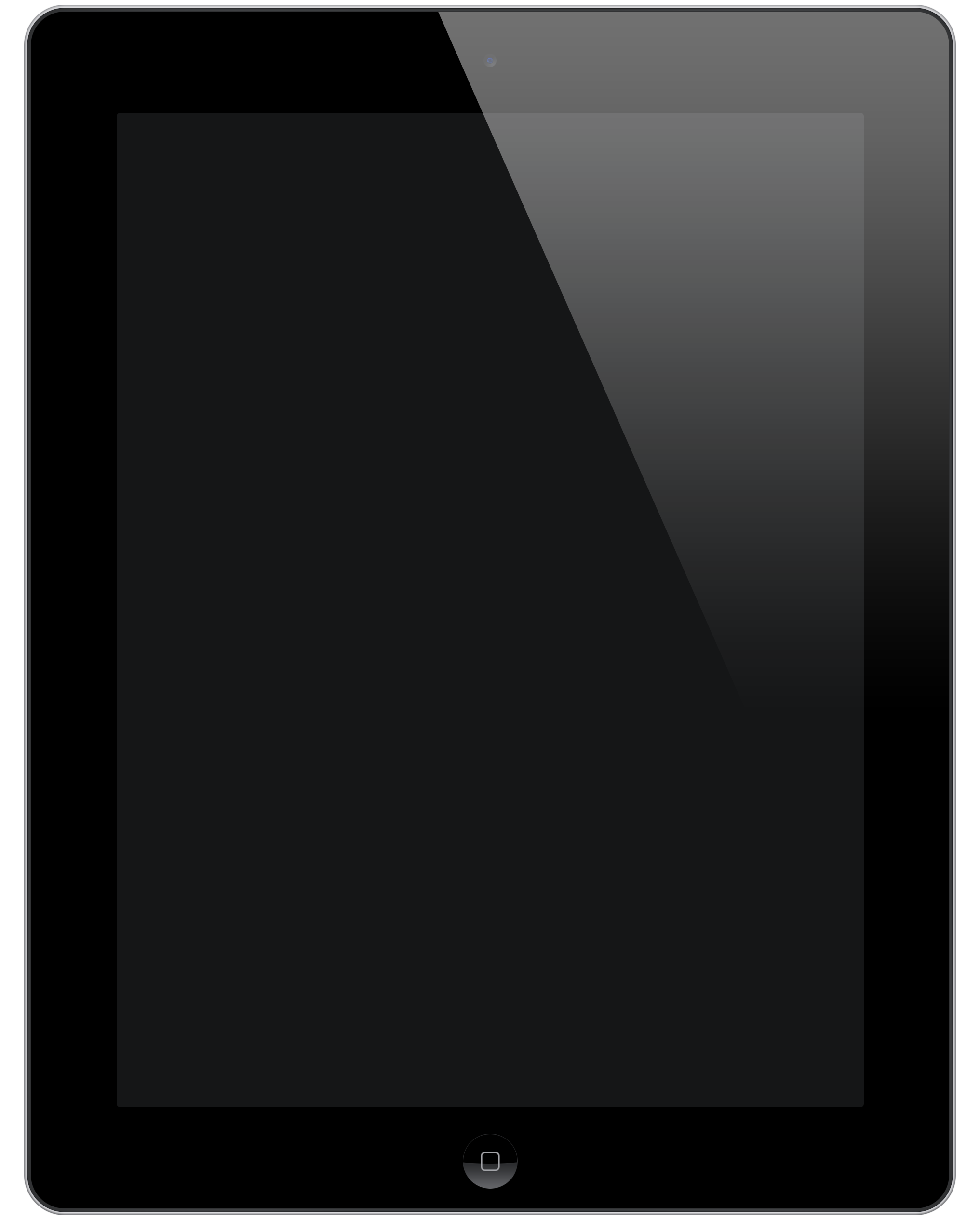
آی‌پد ۴ مجهز به صفحه نمایش رتینا

صفحه نمایش رتینا (به انگلیسی: Retina Display) نوعی صفحه نمایش ال‌سی‌دی است که به طور اختصاصی توسط شرکت اپل مهندسی و توسط دیگر شرکت ها تولید می ‌شود. سازندگان این نمایشگر اظهار می‌کنند که تراکم پیکسل این نمایشگر به اندازه‌ای بالاست که چشم انسان در فاصله دید معمول قادر به تشخیص پیکسل‌ها نیست‌.
اپل از این نمایشگر در محصولات خود همانند آی‌پد، آی‌فون، آی‌پاد تاچ، مک‌بوک پرو و مک بوک ایر(۲۰۱۸به بعد)استفاده  کرده‌است. تراکم پیکسل گجت‌های مختلف متفاوت است؛ در آی‌فون و آی‌پاد این عدد از۳۲۶تا ۴۵۸متغیر و در  آی‌پد ۲۶۴ و در مک‌بوک پرو به ۲۲۰ می‌رسد.
نام «رتینا» توسط اپل به عنوان یک علامت تجاری به ثبت رسیده‌است.